# 沖縄県道146号線
沖縄県道146号線（おきなわけんどう146ごうせん）は沖縄県中頭郡北中城村安谷屋と中城村添石とを結ぶ一般県道。

## 概要

### 区間
- 起点：中頭郡北中城村字安谷屋（沖縄県道81号宜野湾北中城線）
- 終点：中頭郡中城村字添石（中城公園入口交差点、国道329号）
（公式には中城村字伊舎堂となっているが、実際は上記のほうが正しい）
- 総延長：4.3km（実延長も同じ）

### 通過自治体
- 中頭郡北中城村－中頭郡中城村

### 交差する道路
- 沖縄県道81号宜野湾北中城線（起点）
- 沖縄自動車道（北中城村安谷屋・通過のみ）
- 国道329号（終点）
- 国道331号（終点・国道329号と重複）

### 主要施設
- 中村家住宅（旧跡・北中城村大城）
- 中城北中城消防本部（同）
- 中城城（中城公園、北中城村大城・中城村泊・同村伊舎堂）
- 沖縄成田山（中城村伊舎堂）

### 路線バス
かつて東陽バスが中城公園線、後に総合運動公園線が安谷屋 - 中城公園間を通っていたが2003年（平成15年）に廃止。その後路線バスの乗り入れはなかったが、現在は北中城村と中城村がコミュニティバスで各村内の一部区間に乗り入れている。
- 北中城村コミュニティバス「グスクめぐりん」　荻堂 - 中城城跡の区間（区間内には中村家住宅と中城城跡の2ヶ所のみバス停あり、旧盆と年末年始は運休）
- 中城村コミュニティバス「護佐丸バス」　伊集回りと久場回りの路線が終点付近の一部区間のみ（ただし当県道内にバス停はない）

## 歴史・特徴
- 1953年（平成28年）に琉球政府道中城公園線として指定。1965年（昭和40年）に政府道146号線となり、1972年（昭和47年）の本土復帰と同時に県道146号線となった。
- 中城城跡公園へ向かう観光道路とともに、正月には沖縄成田山への初日の出と初詣の参拝道路となる（初詣時には一方通行となる）。しかし中城村内の区間は丘陵の法面に沿って通って走るため。そのため土砂崩れがおきると通行止めとなる。また終点の国道329号との交差点部分は交通安全上危険なため1990年代に一部斜面を切り開いての改良工事を行った（改良工事で分断された旧道部分は現在沖縄コカ・コーラボトリング中部営業所の進入道路となっている）。